# Женска фудбалска репрезентација Јерменије
Женска фудбалска репрезентација Јерменије (јерм. Հայաստանի ֆուտբոլի կանանց ազգային հավաքական) је национални фудбалски тим који представља Јерменију на међународним такмичењима и под контролом је јерменијског Фудбалског савеза (јерм. Հայաստանի Ֆուտբոլի Ֆեդերացիա, Hayastani Futboli Federats’ia), владајућег тела за фудбал у Јерменији.
После распада Совјетског Савеза, тим је одиграо своју прву међународну утакмицу на стадиону Мика у Јеревану. Први меч репрезентација је одиграла 10. маја 2003. против Аустрије, где је изгубила са резултатом 11 : 0. Женска фудбалска репрезентација Јерменије се још никада није квалификовала за Светско или Европско првенство за жене.

## Историја
Јерменија је свиј први интернационални меч одиграла у Вајдхофену против репрезентације Аустрије, изгубивши резултатом 11 : 0. Три дана касније поново су изгубили 11 : 0 такође од Аустрије. После ова два меча одиграли су укупно четири меча и то против Словачке и Грчке.
Јерменија се повукла из квалификација за Светско првенство 2007. године пре него што је одиграла иједну утакмицу. Касније су током 2007–2009 играли међународне пријатељске утакмице, играле су квалификације за Светско првенство у периоду од новембра 2009. до августа 2010. године. У тој кампањи завршили су на последњем месту са само једним постигнутим голом и 42 примљена у свих осам изгубљених мечева. Њихово последње такмичење биле су женске квалификације за евро 2013. Нису ушле у квалификације за Светско првенство у фудбалу за жене 2015. а такође ни 2019. године.
Јерменија је ушла у квалификације за Светско првенство у фудбалу за жене 2023. године. У Групи Ф су два пута успели да приме само по један гол, али су такође претрпели најтежи пораз икада, резултатом 19 : 0, од Белгије.

## Такмичарски рекорд

### Светско првенство за жене
| Светско првенство у фудбалу за жене − резултати | Светско првенство у фудбалу за жене − резултати | Светско првенство у фудбалу за жене − резултати | Светско првенство у фудбалу за жене − резултати | Светско првенство у фудбалу за жене − резултати | Светско првенство у фудбалу за жене − резултати | Светско првенство у фудбалу за жене − резултати | Светско првенство у фудбалу за жене − резултати | Светско првенство у фудбалу за жене − резултати |                  | Квалификациони резултати | Квалификациони резултати | Квалификациони резултати | Квалификациони резултати | Квалификациони резултати | Квалификациони резултати | Квалификациони резултати |
| Година                                          | Резултат                                        | Ута                                             | Поб                                             | Нер                                             | Изг                                             | ГД                                              | ГП                                              | ГР                                              | Ута              | Поб                      | Нер                      | Изг                      | ГД                       | ГП                       | ГР                       |                          |
| 1991                                            | Део СССРа                                       | Део СССРа                                       | Део СССРа                                       | Део СССРа                                       | Део СССРа                                       | Део СССРа                                       | Део СССРа                                       | Део СССРа                                       | Део СССРа        | Део СССРа                | Део СССРа                | Део СССРа                | Део СССРа                | Део СССРа                | Део СССРа                |                          |
| 1995                                            | Нису учествовале                                | Нису учествовале                                | Нису учествовале                                | Нису учествовале                                | Нису учествовале                                | Нису учествовале                                | Нису учествовале                                | Нису учествовале                                | УЕФА 1995        | УЕФА 1995                | УЕФА 1995                | УЕФА 1995                | УЕФА 1995                | УЕФА 1995                | УЕФА 1995                |                          |
| 1999                                            | Нису учествовале                                | Нису учествовале                                | Нису учествовале                                | Нису учествовале                                | Нису учествовале                                | Нису учествовале                                | Нису учествовале                                | Нису учествовале                                | Did not enter    | Did not enter            | Did not enter            | Did not enter            | Did not enter            | Did not enter            | Did not enter            |                          |
| 2003                                            | Нису учествовале                                | Нису учествовале                                | Нису учествовале                                | Нису учествовале                                | Нису учествовале                                | Нису учествовале                                | Нису учествовале                                | Нису учествовале                                | Did not enter    | Did not enter            | Did not enter            | Did not enter            | Did not enter            | Did not enter            | Did not enter            |                          |
| 2007                                            | Нису учествовале                                | Нису учествовале                                | Нису учествовале                                | Нису учествовале                                | Нису учествовале                                | Нису учествовале                                | Нису учествовале                                | Нису учествовале                                | Did not enter    | Did not enter            | Did not enter            | Did not enter            | Did not enter            | Did not enter            | Did not enter            |                          |
| 2011                                            | Нису се квалификовале                           | Нису се квалификовале                           | Нису се квалификовале                           | Нису се квалификовале                           | Нису се квалификовале                           | Нису се квалификовале                           | Нису се квалификовале                           | Нису се квалификовале                           | 8                | 0                        | 0                        | 8                        | 1                        | 42                       | −41                      |                          |
| 2015                                            | Нису учествовале                                | Нису учествовале                                | Нису учествовале                                | Нису учествовале                                | Нису учествовале                                | Нису учествовале                                | Нису учествовале                                | Нису учествовале                                | Нису учествовале | Нису учествовале         | Нису учествовале         | Нису учествовале         | Нису учествовале         | Нису учествовале         | Нису учествовале         |                          |
| 2019                                            | Нису учествовале                                | Нису учествовале                                | Нису учествовале                                | Нису учествовале                                | Нису учествовале                                | Нису учествовале                                | Нису учествовале                                | Нису учествовале                                | Нису учествовале | Нису учествовале         | Нису учествовале         | Нису учествовале         | Нису учествовале         | Нису учествовале         | Нису учествовале         |                          |
| 2023                                            | У току                                          | У току                                          | У току                                          | У току                                          | У току                                          | У току                                          | У току                                          | У току                                          | У току           | У току                   | У току                   | У току                   | У току                   | У току                   | У току                   |                          |
| Укупно                                          | -                                               | -                                               | -                                               | -                                               | -                                               | -                                               | -                                               | -                                               | 8                | 0                        | 0                        | 8                        | 1                        | 42                       | −41                      |                          |

*Жребови укључују утакмице где је одлука пала извођењем једанаестераца.

### Европско првенство у фудбалу за жене
| Европско првенство у фудбалу за жене − резултати | Европско првенство у фудбалу за жене − резултати | Европско првенство у фудбалу за жене − резултати | Европско првенство у фудбалу за жене − резултати | Европско првенство у фудбалу за жене − резултати | Европско првенство у фудбалу за жене − резултати | Европско првенство у фудбалу за жене − резултати | Европско првенство у фудбалу за жене − резултати |                  | Квалификациони резултати | Квалификациони резултати | Квалификациони резултати | Квалификациони резултати | Квалификациони резултати | Квалификациони резултати |
| Година                                           | Резултат                                         | Ута                                              | Поб                                              | Нер                                              | Изг                                              | ГД                                               | ГП                                               | Ута              | Поб                      | Нер                      | Изг                      | ГД                       | ГП                       |                          |
| 1984 до 1991                                     | Део СССРа                                        | Део СССРа                                        | Део СССРа                                        | Део СССРа                                        | Део СССРа                                        | Део СССРа                                        | Део СССРа                                        | Део СССРа        | Део СССРа                | Део СССРа                | Део СССРа                | Део СССРа                | Део СССРа                |                          |
| 1993 до 2001                                     | Нису учествовале                                 | Нису учествовале                                 | Нису учествовале                                 | Нису учествовале                                 | Нису учествовале                                 | Нису учествовале                                 | Нису учествовале                                 | Нису учествовале | Нису учествовале         | Нису учествовале         | Нису учествовале         | Нису учествовале         | Нису учествовале         | Нису учествовале         |
| 2005                                             | Нису се квалификовале                            | Нису се квалификовале                            | Нису се квалификовале                            | Нису се квалификовале                            | Нису се квалификовале                            | Нису се квалификовале                            | Нису се квалификовале                            | 6                | 0                        | 0                        | 6                        | 0                        | 53                       |                          |
| 2009                                             | Нису се квалификовале                            | Нису се квалификовале                            | Нису се квалификовале                            | Нису се квалификовале                            | Нису се квалификовале                            | Нису се квалификовале                            | Нису се квалификовале                            | 3                | 1                        | 1                        | 1                        | 2                        | 2                        |                          |
| 2013                                             | Нису се квалификовале                            | Нису се квалификовале                            | Нису се квалификовале                            | Нису се квалификовале                            | Нису се квалификовале                            | Нису се квалификовале                            | Нису се квалификовале                            | 11               | 1                        | 2                        | 8                        | 4                        | 45                       |                          |
| 2017                                             | Нису учествовале                                 | Нису учествовале                                 | Нису учествовале                                 | Нису учествовале                                 | Нису учествовале                                 | Нису учествовале                                 | Нису учествовале                                 | Нису учествовале | Нису учествовале         | Нису учествовале         | Нису учествовале         | Нису учествовале         | Нису учествовале         | Нису учествовале         |
| 2022                                             | Нису учествовале                                 | Нису учествовале                                 | Нису учествовале                                 | Нису учествовале                                 | Нису учествовале                                 | Нису учествовале                                 | Нису учествовале                                 | Нису учествовале | Нису учествовале         | Нису учествовале         | Нису учествовале         | Нису учествовале         | Нису учествовале         | Нису учествовале         |
| Укупно                                           | -                                                | -                                                | -                                                | -                                                | -                                                | -                                                | -                                                | 20               | 2                        | 3                        | 15                       | 6                        | 100                      |                          |

*Жребови укључују утакмице где је одлука пала извођењем једанаестераца.

## =Остала такмићења
| Турнир                                                 | Резултат    |
| ------------------------------------------------------ | ----------- |
| Међународни пријатељски турнир за жене Јерменије 2021. | Друго место |